# Castel Ritaldi
Castel Ritaldi é uma comuna italiana da região da Umbria, província de Perugia, com cerca de 3.071 habitantes. Estende-se por uma área de 22 km², tendo uma densidade populacional de 140 hab/km². Faz fronteira com Giano dell'Umbria, Montefalco, Spoleto, Trevi.

## Demografia
| Variação demográfica do município entre 1861 e 2011                               |
|                                                                                   |
| Fonte: Istituto Nazionale di Statistica (ISTAT) - Elaboração gráfica da Wikipedia |